# Comté de Polk (Wisconsin)
Pour les articles homonymes, voir Comté de Polk.
Le comté de Polk est un comté situé dans l'État du Wisconsin aux États-Unis. Son siège est Balsam Lake. Selon le recensement de 2000, sa population était de 41 319 habitants.